# Rikichi Okamoto
Rikichi Okamoto ( 25 de desembre de 1885 - 14 d'octubre de 1963 ) va ser un activista social i pensador japonès, conegut també com l'inventor de la llengua planificada Babm. Com a pensador, utilitzava el pseudònim Fushiki Okamoto.

## Biografia
Rikichi Okamoto va néixer a Kōchi, una ciutat situada en una illa al sud de Japó, realitivament a prop d'Hiroshima. Després de graduar-se a l'Escola de Correus i Telègrafs de Tòquio, va treballar al Ministeri de Comunicacions i al magatzem Mitsubishi. El 1919, va fundar l'Associació Constitucional d'Empreses, i el 1920 va establir una cooperativa de consumidors a Kameido, que més tard es va expandir. El 1928 va obrir una escola per a joves rurals als vessants del Mont Fuji, promovent l'autosuficiència agrícola. També va gestionar una cafeteria per a treballadors de Tòquio i, al llarg del temps, va aprofundir en el seu interès pel xintoisme.
Després de la Segona Guerra Mundial, Rikichi Okamoto va inventar la llengua artificial anomenada Babm. El 28 de setembre de 1960, va organitzar una presentació pública del seu idioma a l’edifici Gakushi Kaikan de Kanda, Tòquio.

## Publicacions
- Llibre del Propòsit de l'Escola del Sant Imperi
- El Sistema de Vida del Món Moral
- Sistemes de Pensament Social sobre la Vida i l'Educació Moral
- La Filosofia de l'Educació i la Humanitat
- Organització Empresarial i Assegurança Laboral
- Principis de l'Imperi Japonès i la Filosofia Nacional
- Verificació de l'Economia
- Nova Teoria del Coneixement i Visió de la Humanitat
- Estudi de la Humanitat i la Filosofia de la Vida: Solució als Problemes de la Vida
- Teoria General de l'Humanisme Social
- La Llengua Universal Babm: Gramàtica i Diccionari
- La Llengua Universal Babm: Llibre de Pràctiques
- Teoria Lingüística Universal